# Friday Bridge
Friday Bridge är ett svenskt popband från Stockholm.  De har släppt två EP:er och två fullängdsalbum sedan 2004.  Debutalbumet, Intricacy, släpptes i maj 2007. Singeln "Love and Nostalgia" spelades flitigt i svensk radio och Intricacy nominerades till P3 Guld 2008. Det senaste albumet, Bite My Tongue, släpptes den 11 mars 2009. Deras sound har beskrivits som en blandning mellan 1980-talets elektroniska popmusik och 1700-talsmusik - framför allt med hänvisning till deras användning av cembalo.  Bandet är uppkallat efter en by i Cambridgeshire i Storbritannien.

## Diskografi
- The Lady Julie (2004), EP, Best Kept Secret LIE084
- Friday Bridge 2 (2005), EP, Bedroom BED025
- 2006 - The End of the Affair/Be There (Split-7)
- Intricacy (2007), album, But is it Art? ART005
- Bite My Tongue (2009), album, But is it Art? Art012
- Dark Heart (featuring Nicolas Makelberge) (2011), singel, But is it Art? ART017